# Glenea monticola
Glenea monticola är en skalbaggsart som först beskrevs av Aurivillius 1920.  Glenea monticola ingår i släktet Glenea och familjen långhorningar. Inga underarter finns listade i Catalogue of Life.